# Irumuinae
Sous-famille
Les Irumuinae sont une sous-famille d'opilions laniatores de la famille des Assamiidae.

## Distribution
Les espèces de cette sous-famille se rencontrent en Afrique subsaharienne.

## Liste des genres
Selon World Catalogue of Opiliones (17/06/2021) :
- Irumua Roewer, 1961
- Machadoessa Lawrence, 1951
- Numipedia Kauri, 1985
- Typhlobunus Roewer, 1915

## Publication originale
- Kauri, 1985 : « Opiliones from Central Africa. » Annalen - Koninklijk Museum voor Midden-Afrika, vol. 245, p. 1–168.